# イ・ユンジ
イ・ユンジ （이윤지、1984年3月15日 - ）は、韓国の女性俳優、タレント。身長164cm、体重42kg。ナムアクターズ所属。
韓国の中央大学大学院演劇学科修士課程を修了。トロット歌手のパク・ヒョンビンは母方のいとこ。

## 概要
2003年にMBCのテレビドラマ『ノンストップ4』に19歳でデビュー。人気シチュエーション・コメディ（シットコム）で可愛らしい姿を見せ人気に。
可愛いマスクと大きな目でウサギや子犬のようだというニックネームを得て、可愛いイメージと同時に花嫁候補1位という賢くてしっかりしているイメージを与えた。
その後も「宮 -Love in Palace-」や「19歳の純情」、「ドリームハイ」などヒット作で好演し注目される。
忙しく芸能生活をこなしながらも中央大学在学中は全科目A+を受けるなど、演技だけでなく学業も怠らない。
俳優活動のほか、人気情報番組「芸能街中継」のMCや人気バラエティ番組「私たち結婚しました」などにも出演し、お茶の間に愛されている。
2020年4月17日未明、第二子となる女の子を出産した。長女は、2015年に誕生している。

## 出演

### テレビドラマ
- ノンストップ4（2002年-2003年、MBC) - イ・ユンジ役
- 魚（2003年、KBS） - ナニ役
- 漢江ブルース（2004年、MBC） - ユン・ダヨン役
- 乾パン先生とこんぺいとう（2005年、SBS） - ナ・ソンジェ役
- 姉妹の海（2005年、MBC） - ソン・チュニ役
- 宮 -Love in Palace-（2006年、MBC） - イ・ ヘミョン姫役
- 19歳の純情（2006年、KBS） - パク・ユンジョン役
- そばにいて（2007年、MBC） - ソ・ウンジュ役
- 大王世宗（2008年、KBS）- 昭憲(ソホン)王后、シム氏
- ソ・ドヨンの春のくちづけ（2008年、KBS） - ヘウン役
- No Limit〜地面にヘディング〜（2009年、MBC） - オ・ヨニ役
- 素直に恋して〜たんぽぽ家族（2010年MBC） - ユ・ヘウォン役
- ドリームハイ（2011年、KBS） - シ・ギョンジン役
- ターミナル（2011年、KBS） - チ・ヨンス役
- キング 〜Two Hearts（2012年、MBC） - イ・ジェシン皇女役
- 大風水（2012年-2013年、MBC） - 般若/パンニャ役
- 恋愛操作団:シラノ（2013年、tvN） - マ・ジェイン役(特別出演)※1話-3話に出演
- 王家の家族たち（2013年、KBS） - ワン・グヮンバク役
- ドクター・フロスト（2014年-2015年、OCN） - ソンソン役
- 元カノクラブ（2015年、tvN） - チャン・ファヨン役
- 幸せをくれる人（2016年、MBC） - イム・ユニ役
- ピョン・ヒョクの恋（2017年、tvN） - 役
- 第3の魅力（2018年、JTBC） - ペク・ジュラン役
- ウ・ヨンウ弁護士は天才肌（2022年、ENA） - チェ・ジス役(特別出演)※13話、14話、16話に出演

### 映画
- 霊-リョン-（2010年） - キム・ウンジョン役
- カップルズ 恋のから騒ぎ（2011年） - エヨン役

### 演劇
- プルーフ（2010年） - キャサリン役（Wキャスト）
- 大きいロジャー（2013年）

### バラエティ
- 芸能街中継（2008年-2009年）
- 私たち結婚しました　シーズン1（2008年）- パートナー：カンイン（SUPER JUNIOR）

### 広告・CM
《ネイバー知識検索1位》
- 《ワールドコーン》ロッテ製菓（2003年）
- 《クリーン＆クリア》韓国ジョンソンアンドジョンソン（2003年）
- 《知服》（with イ・ドンウク）（2004年）
- 《SKテレコムスピード011 010料金卿》（with チャン・グンソク）（2004年）
- 《農心ポテトチップス》（2004年-2005年）
- 《太陽酢コチュジャン》CJ第一製糖ヘチャンドル（2005年）
- 《カス活命水》（同和薬品）（2007年）
- 《アキューブディファイン》韓国ジョンソンアンドジョンソン（2007年）
- 《香辛醤油》セムピョ食品（2007年）
- 《BETTY BOOP服》（2007年）
- 《ハイマート》（with イフィルモ）（2008年）
- 《ソウル牛乳チーズオーガニック晴れのチーズ》（2008年）
- 《CJフードビルビブス》（with パク・イェジン、イ・ヨニ）（2009年）
- 《LG生活健康ケシケト》（2009年-2010年）
- 《セマウル金庫》（2010年）
- 《BMW》（2011年）
- 《チェソン当たりしゃぶしゃぶ》（with ソン・ヒョンジュ、ペ・ジョンオク、チャン・ナラ、パク・イェジン、リュ・ドクファン）（2011年）
- 日本≪P&G　ファブリーズダブル除菌≫（2018年）

### ミュージックビデオ
- 《Misery》- Bay（2007年）

## 受賞歴
- 2006年《KBS演技大賞》- 新人賞（19の純情）
- 2007年《MBC演技大賞》- 連続劇部門黄金演技賞
- 2008年《KBS演技大賞》- 週間ドラマ 優秀演技賞（大王世宗）
- 2011年《メンズヘルス》- バイタルウーマン賞
- 2011年《第19回韓国文化芸術大賞》- 優秀演技賞映画部門
- 2011年《KBS 演技大賞》- 女助演賞（ドリームハイ）
- 2012年《MBC演技大賞》- ミニシリーズ部門優秀賞

## 広報大使
- 2009年《平和を成し遂げる人々》- 広報大使
- 2010年《健康博覧会》- 広報大使
- 2010年《サブ院昆池岩（コンジアム）》- リゾート名誉会員
- 2011年《第7回堤川（チェチョン）国際音楽映画祭(JIMFF)》- 広報大使
- 2012年《第8回堤川（チェチョン）国際音楽映画祭(JIMFF)》- 執行委員